# Catapariprosopa curvicauda
Catapariprosopa curvicauda är en tvåvingeart som beskrevs av Townsend 1927. Catapariprosopa curvicauda ingår i släktet Catapariprosopa och familjen parasitflugor.
Artens utbredningsområde är Taiwan. Inga underarter finns listade i Catalogue of Life.